# Dark Complected Man

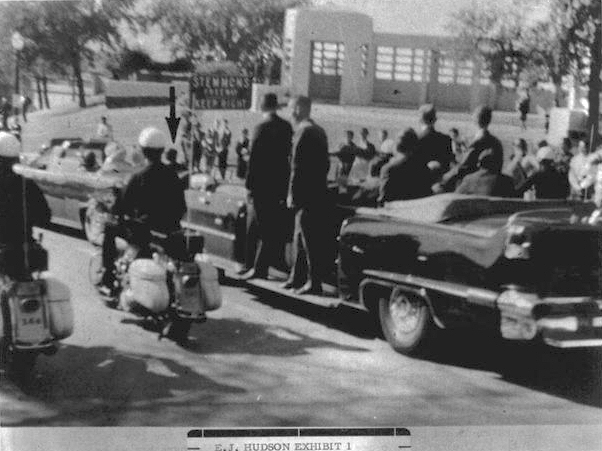
Dark Complected Man widoczny na lewo od strzałki tuż przed zamachem

Dark Complected Man widoczny na klatce filmu Zaprudera z uniesioną pionowo prawą ręką

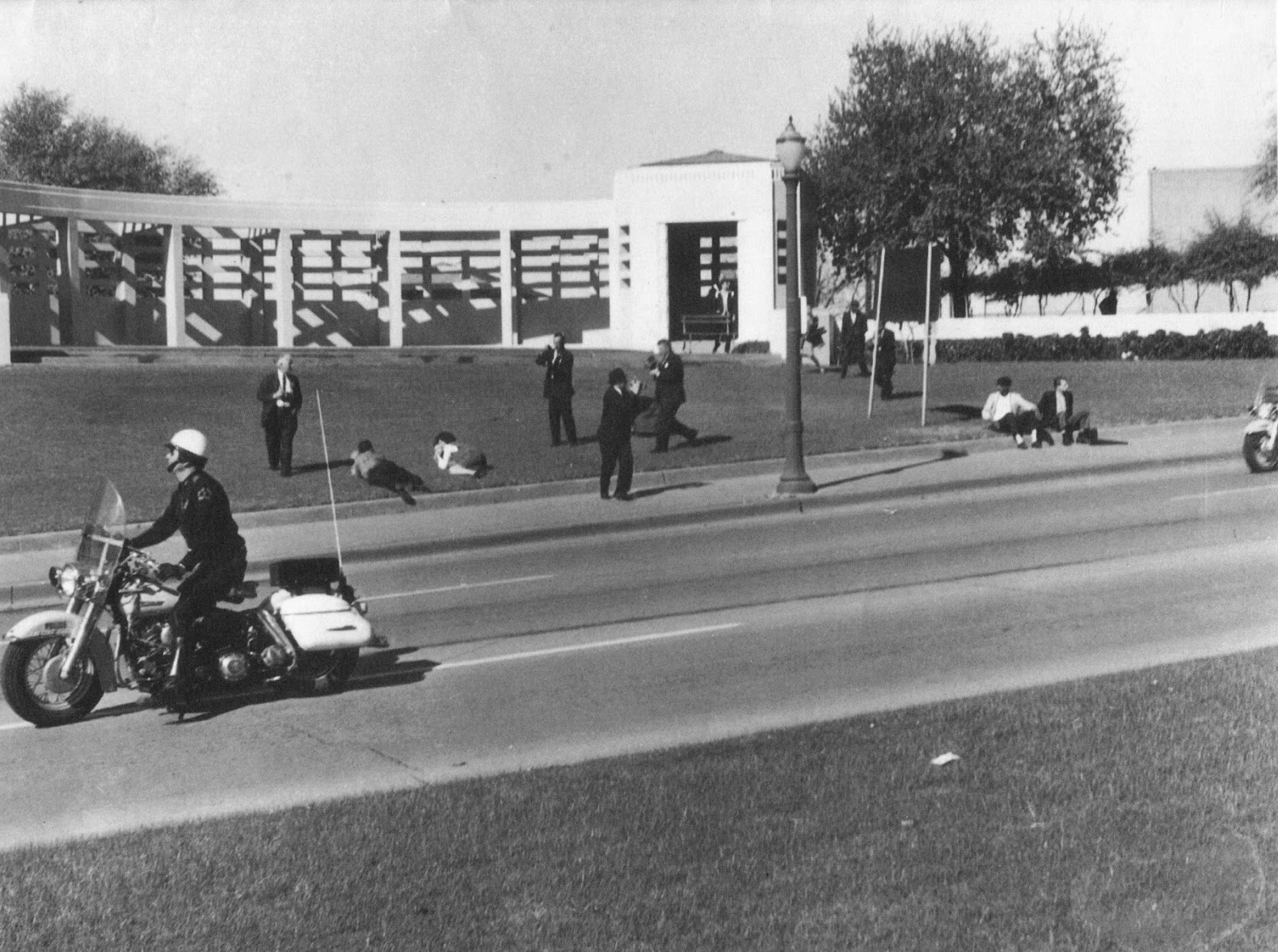
Fotografia wykonana tuż po zamachu na Kennedy’ego. Dark Complected Man siedzi na chodniku ubrany w jasną kurtkę; obok niego widoczny jest Umbrella Man

Dark Complected Man – imię nadane niezidentyfikowanemu świadkowi zamachu na prezydenta Stanów Zjednoczonych Johna F. Kennedy’ego 22 listopada 1963 roku w Dallas.

## Opis
Dark Complected Man (nazwany tak ze względu na ciemną karnację swojej skóry), pojawia się na kilku fotografiach i w słynnym filmie Zaprudera, a ponieważ intensywnie gestykulował w momencie zbliżania się prezydenckiej limuzyny i widziano go krótko po zamachu z czymś, co wyglądało na krótkofalówkę, był powiązany z różnymi teoriami spiskowymi (szczególnie tymi związanymi z Kubą i nieudaną inwazją w Zatoce Świń).
Dark Complected Man jest również przedstawiony na fotografii wykonanej krótko po zamachu, gdy siedzi na chodniku niedaleko trawiastego pagórka obok mężczyzny nazwanego Umbrella Man, będącego równie tajemniczym świadkiem zamachu. W przeciwieństwie do Umbrella Mana, który ujawnił się jako Louie Steven Witt podczas prac Komisji Śledczej Izby Reprezentantów do Spraw Zabójstw (HSCA) w 1978 roku, Dark Complected Man nigdy się nie ujawnił i nie wystąpił jako świadek.
Chociaż z fotografii wynika, że Dark Complected Man i Umbrella Man są znajomymi i tylko oni są spokojni wśród dziejącego się wokół chaosu, Witt podczas przesłuchania przez komisję, stanowczo zaprzeczył że się znają. Nazwał ciemnoskórego mężczyznę Murzynem, na którego, jak powiedział, prawie nie patrzył. Według zeznań Witta, Dark Complected Man nie miał przy sobie żadnych przedmiotów (takich jak krótkofalówka) i jedynie powiedział coś w rodzaju „they done shot them folks”. Chwilę po tym, jak obaj zostali sfotografowani na chodniku, Dark Complected Man i Umbrella Man wstali i udali się w przeciwnych kierunkach.
Na innej fotografii Dark Complected Man wydaje się mieć antenę na plecach ukrytą pod kurtką i wkłada coś do tylnej kieszeni, co niektórzy uważają za sprzęt nadawczy.